# Guillaume Carrier-Saint-Marc
Guillaume Carrier-Saint-Marc est un homme politique français né et mort à une date inconnue.

## Biographie
Juge de paix, il est élu député de la Dordogne au Conseil des Cinq-Cents le 24 germinal an V et siège jusqu'en l'an VII.

## Sources
- « Guillaume Carrier-Saint-Marc », dans Adolphe Robert et Gaston Cougny, Dictionnaire des parlementaires français, Edgar Bourloton, 1889-1891 [détail de l’édition]